# 車騎一
豺狼座ζ，又名CD-51 8830，HD 134505、SAO 242304、HR 5649，是豺狼座的一颗恒星，视星等为3.41，位于銀經323.76，銀緯4.98，其B1900.0坐标为赤經15h 5m 5.8s，赤緯-51° 4.98′ 7″。